# أشرف لطفي (لاعب كرة قدم مالديفي)
أشرف لطفي مواليد 16 يونيو 1973 في المالديف، هو لاعب كرة قدم مالديفي يلعب مع نادي نيو راديانت كمدافع.

## المسيرة الاحترافية

### أندية لعب لها
- شباب
- نادي فيكتوري
- نادي نيو راديانت
- نادي في بي

## روابط خارجية
- أشرف لطفي على موقع الاتحاد الدولي (مؤرشف)  (الإنجليزية)
- أشرف لطفي على موقع قاعدة بيانات كرة القدم.إي يو (الإنجليزية)
- أشرف لطفي على موقع ناشيونال فوتبول تيمز (الإنجليزية)